# Pahoňa
Znak Litevského velkoknížectví, také známý jako Pahoňa (bělorusky Паго́ня, litevsky Vytis, polsky Pogoń, doslova „pronásledování“) byl státním znakem Litevského velkoknížectví a krátce také Běloruské lidové republiky. 
Ačkoli historici odhadují skutečné vytvoření znaku na mnohem dřívější dobu, první známá podoba znaku pochází z roku 1366. Tehdy byla součástí pečeti velkovévody Algirdasa.
Znak byl oficiálně zahrnut do znaku Polsko-litevského společenství a byl používán jako osobní znamení polských králů. K jeho obrazu odkazuje současný znak Litvy, stejně jako četné znaky polských měst a znak Podleského vojvodství.
V současné době je symbol považován za součást národního dědictví Polska, Litvy a Běloruska. Dodnes ho využívá několik polských knížecích rodů (včetně rodů Czartoryských a Sanguszků).

## Historie
Národní symbol Litevského velkoknížectví má dlouhou historii. Zpočátku šlo o znak Litevského velkoknížectví (používán Polsko-litevskou unií), později státní znak Běloruské lidové republiky. Vznik a ustanovení Pahoně na litevských územích a také jeho přerod v národní symbol nebyl jen pouhým aktem, ale spíše řetězem historických událostí.
Výjev jezdce na koni byl jedním z oblíbených a často zobrazovaných témat v umění, na mincích, pečetích a klenotech v období středověku. Nebyl však pouze příležitostný. Chvíle, kdy si muž dokázal zkrotit koně, byla opravdovým obratem v jeho životě. Jezdec znamenal pro muže zjevnou výhodu, protože byl silnější a rychlejší. Tento fakt byl silně vtisknut do mentality muže, kterého od této chvíle v umění a sochařství zobrazovali jako jezdce na koni.
Litevský motiv rytířského jezdce (Waikymasem) vznikl v rané historii litevského státu, kdy se objevoval již na písemných dokumentech počátkem 13. století. Rytíř na vzpínajícím se koni se začal etablovat jako státní symbol Litvy někdy v tomto období. Dnes je prokázáno, že litevský znak má historické kořeny svého vzniku v dávné minulosti. Podle některých zdrojů motiv jezdce na koni poprvé použil litevský kníže Traidenis (1269–1281) nebo Vytenis (1295–1316).

### Pahoňa ve středověku

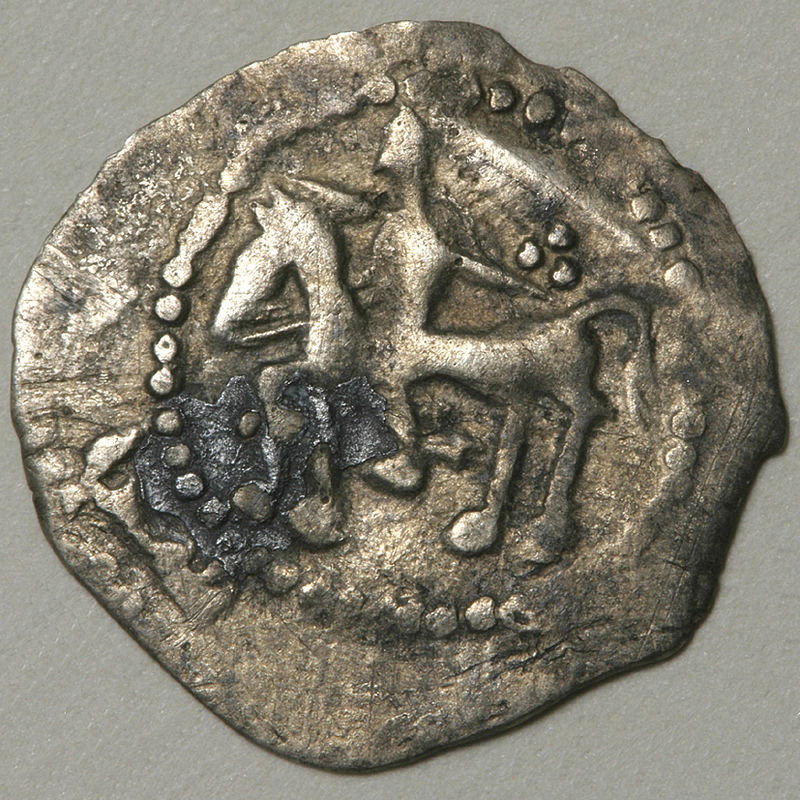
Jogailova mince s Vytisem (Waikymasem)

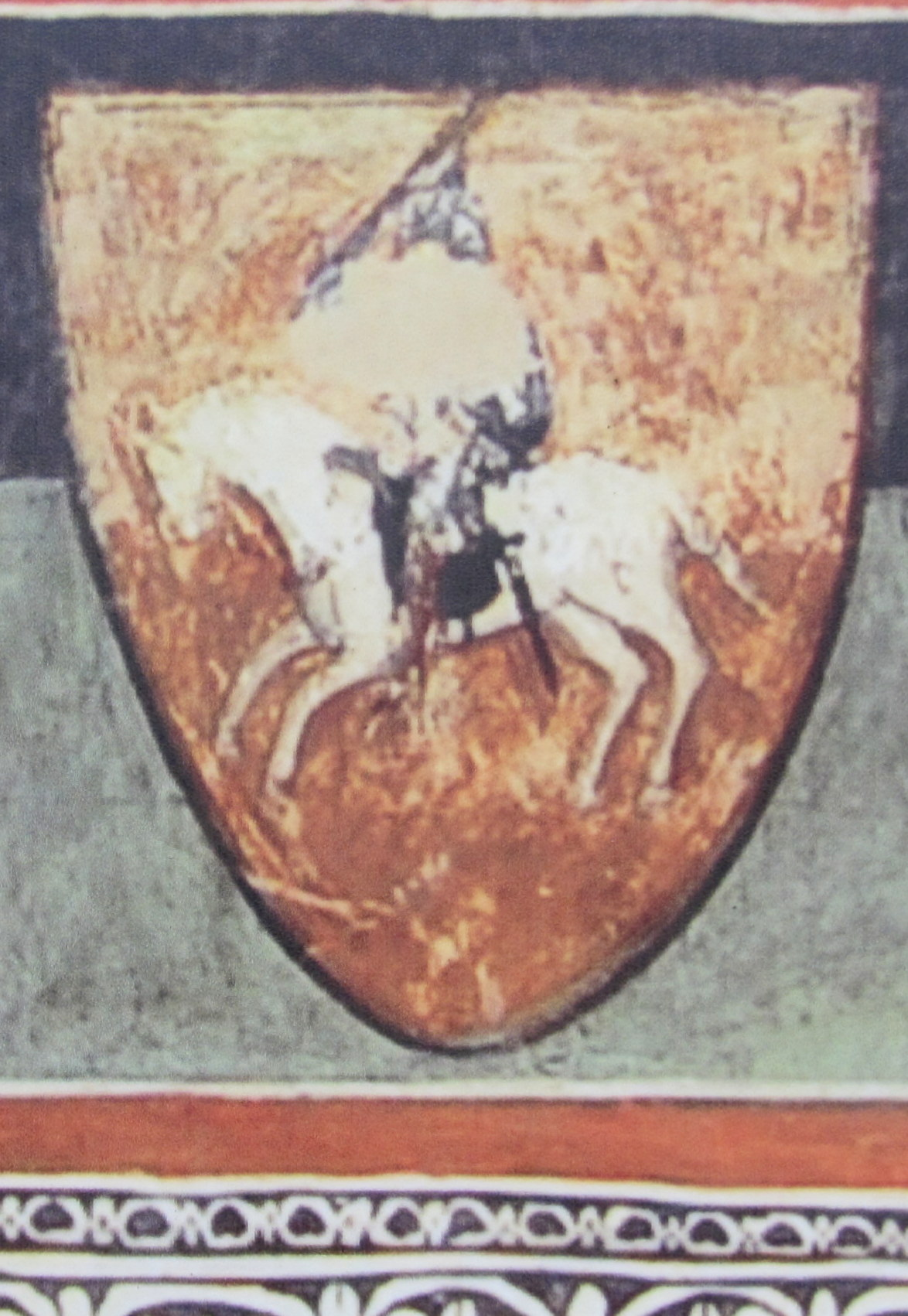
Nejstarší kolorovaný Vytis (Waikymas), 14. století

Na přelomu 14. a 15. století se pečeť s výjevem rytíře Vytise (Waikymase) začala častěji používat jako státní symbol Litevského velkoknížectví. Státní znak zaujal centrální pozici na pečeti knížete Vytautase, ve kterém kníže znak Vytise drží ve své levé ruce. Mezi jinými státními znaky, které byly vyobrazeny na pečeti byly:
- Bílý kříž – symbol Haličsko-volyňského knížectví, které bylo v té době předmětem ostrých sporů mezi Polskem a Litevským velkoknížectvím.
- Zámek – symbol města Trakai, oblasti, kterou Vytautas dostal od svého otce Kestituse.
- Medvěd – symbol Žmudě (Žemaitska), dnes oblasti na území Litvy.

Pahoňa se používala čistě pro vymezení slovanských území, která byla součástí Litevského velkoknížectví (od řeky Neris až na jih k Černému moři). Nemá nic společného s baltským územím Žemaitska, protože se toto území k Litevskému velkoknížectví připojilo až roce 1422. Dříve bylo součástí Livonska. Jeho připojení bylo dobrou vůlí a rozhodnutím, které bylo podpořeno pomocí livonské armády. Připojením tohoto území nastalo zrovnoprávnění žemaitských šlechticů s ostatními, žijícími v Litevském velkoknížectví. Sousedé baltských kmenů – Prusové – se v důsledku asimilace křižáky na více než 200 let vytratili z mapy Evropy. Později se Žemaitům podařilo získat si vedoucí pozici v Litevském velkoknížectví, a tak přepsat jeho historii. Zajistili si vládnoucí pozici v zemi a připsali si tak cizí zásluhu na založení Litevského velkoknížectví. Proto se dnešní Litva a Litevci nespojují s původním významem slova – lietus, ale s historickým – Žemaitskem a Žemaity. Tento zmatek byl i nadále posílen dalším faktem, když Žemaitové přijali slovanský symbol – Pahoňu. Právě toto přijetí Pahoně je důvodem, proč má dnes Litva ve svém státním znaku vyobrazeného jezdce na bílém koni s mečem v ruce.

### Pahoňa v období 18. století
Po anexi běloruských území Litevského velkoknížectví v letech 1772–1795 Ruským impériem se Pahoňa stala součástí státního znaku Ruského impéria a ve státních dokumentech a na pečetích se začala objevovat spolu s dvouhlavým orlem. Ve druhé polovině 19. století se ze státního symbolu stal oblastní symbol některých běloruských měst. Idea Pahoně jako státního znaku byla zavržena.

### Pahoňa v období 20. století
Idea, aby se Pahoňa znovu stala státním symbolem Běloruska, se znovuzrodila v letech 1917–1918. Jejím nejhorlivějším zastáncem byl běloruský básník Maxim Bohdanovič. V březnu 1918, kdy byla vyhlášena nezávislá Běloruská lidová republika, se idea znovuzrození a použití historického státního znaku v souvislosti s nově vzniklou republikou stala skutečností. Po rozpadu republiky v roce 1922 se však národní symboly země zachovaly.
Mezitím Litva přejala starověký slovanský symbol (Pahoňa) do svého státního znaku. Demonstrovala tím své budoucí zájmy o zisk běloruského území. Během německé okupace Běloruska nacisté povolili použití národních běloruských symbolů. V dokumentu podepsaném 27. června 1942 mezi Německem a Běloruskou lidovou republikou byly stanoveny státní symboly Běloruské lidové republiky – Pahoňa a bílo-červeno-bílá vlajka.
Po vítězství totalitního režimu byla idea zavedení Pahoně jako státního symbolu znovu zavržena. Výměna národních symbolů Běloruska se totiž stala jedním z hlavních cílů sovětských představitelů. Po pádu totality a vyhlášení nezávislosti Běloruska se však znovu ozvali zastánci starého symbolu Slovanů. Po dlouhém čase se jim naskytla možnost znovu uzákonit historické státní symboly, a tak sjednotit územní a státní funkci Pahoně. Dne 19. září 1991 byla tedy znovu prohlášena za státní znak Běloruské republiky.
Dne 14. května 1995 se uskutečnilo referendum, v němž se občané Běloruské republiky měli rozhodnout, zda přijmout státní znak Běloruské sovětské socialistické republiky. Státní propaganda se snažila prosadit spojení Pahoně a bílo-červeno-bílé vlajky se symboly nacistického Německa, které okupovalo území Běloruska v letech 1941–1944.
V duchu stalinských dob ze 49 % celkových zúčastněných na otázku "Souhlasíte se změnou státních symbolů Běloruské republiky?" 75 % odpovědělo kladně, protože se domnívali, že svým hlasem potvrdili setrvání historického státního znaku a vlajky ze září roku 1991. Ale podle běloruské ústavy bylo nutné, aby se referenda zúčastnila minimálně polovina obyvatel Běloruska. I přesto, že následující den po referendu vznikly určité nesrovnalosti v počítání hlasů, prezident republiky Alexandr Lukašenko bez ratifikace referenda běloruským parlamentem zrušil oficiální výsledky referenda a historický státní znak vyměnil.
Další důvod takového rozhodnutí prezidenta byla nepopularita běloruských národních hnutí, která v zemi zastávala radikálně pozice. Pahoňa a bílo-červeno-bílá vlajka se totiž v povědomí Bělorusů více spojovaly s radikálními politickými hnutími, než ze 700letou historií Pahoně v Bělorusku.
Dnes symbol Pahoně sdružuje ty Bělorusy, kteří neztratili národní identitu během dvousetleté dominance Ruska a 70letého sovětského totalitního režimu. Bohužel, v době pokračující vlády prezidenta Alexandra Lukašenka bylo používání Pahoně – 700letého symbolu běloruského národa – a bílo-červeno-bílé vlajky zakázáno a tyto symboly byly vyměněny za nové, prezidentem narychlo vymyšlené, státní symboly.

## Hypotézy vzniku

Sv. Jiří na městském znaku Moskvy

- Symbol Pahoně se pravděpodobně stal znakem Běloruska ze dvou důvodů. Buď byl dynastickým erbem litevských knížat, nebo se státním znakem stal pro úzké propojení současného stylu života Litevců a mytologických tradic lidí, kteří žili na území Litevského velkoknížectví. Ale státní znak mohl mít podobný osud jako v zemích západní Evropy, kde byl v 11.–13. století velmi známý. Nikdy se však nestal státním symbolem žádné západoevropské země. Byl pouze určitým poznávacím znakem, podle kterého Západ rozlišoval postavení šlechticů ve feudální hierarchii.
- Nejstarší idea vzniku Pahoně se datuje do období předků Bělorusů. Podle běloruského historika a odborníka na heraldiku Anatolije Konstantinoviče Citoua v období 13.–15. století bylo litevské a běloruské území často napadáno křižáky. Je také obecně známo, že v letech 1474–1569 ukrajinské a běloruské země, které byly součástí Litevského velkoknížectví, napadali Krymští Tataři (více než 75krát). Proto bylo nutné, aby se v bojích proti nepřátelům tito předkové uměli prezentovat a ubránit před jejich nájezdy.
- Jezdec na koni byl převzat z řecko-byzantské tradice, z níž Litevské velkoknížectví hodně čerpalo. Přijetí pravoslaví ještě před vznikem Litevského velkoknížectví v 10. století rozvíjelo vazby mezi východoevropskými knížectvími (Polockým, Smolenským, Turovsko-Pinským, Kyjevským) a Konstantinopolí. Ve spojitosti s jejich interpretací křesťanství, specifických jmen a mytologických či skutečných hrdinů řecko-byzantského panteonu tato knížectví zapustila své kořeny do historie Běloruska. Jednou z nejmarkantnějších a silných postav byl svatý Jiří – mučedník a dobyvatel. V regionu západní Evropy se tento svatý považoval za patrona rytířů, ale ve východní byl kromě toho také patronem rolníků. Tradiční vyobrazení sv. Jiřího ve východní Evropě je jako jezdec na koni, který kopím zabíjí černého draka. Druhou postavou byl sv. Demetrius Soluňský, který je považován za patrona Slovanů. Svatý Demetrius Soluňský byl voják a státník v Soluni v dnešním Řecku. Na ikonách byl často zobrazován se štítem, mečem a kopím.

- Velmi podobná Pahoni a znaku Moskvy je ikona sv. Borise a Gleba. Podle kronik to byli synové kyjevského knížete Vladmíra I. Velikého, které po jeho smrti v boji o trůn Kyjevské Rusi zavraždil jejich bratr Svatopluk. Historické kroniky namnoze svědčí o jejich zázračných uzdraveních lidí z nemocí, pomoci a vítězství v bojích proti nepřátelům v jejich jménu. Světci se stali nejuctívanějšími svatými téměř ve všech slovanských státech východní Evropy. Právě tato ikona je silně spjata se starověkými pohanskými a mytologickými tradicemi Běloruska. V raném období vzniku etnosu Slovanů a během pohanského období byla podle výzkumů etnografů uskutečněném v 19. století z řad slovanských bohů Bělorusy nejvíce uctíván bůh Iarila (Jiří, symbol slunce) – bůh jara, znovuzrození a plodnosti. Jeho oslava byla oslavou vítězství života nad smrtí a jara nad zimou. Právě v Bělorusku byl totiž tento bůh vyobrazen jako mladý a krásný, naboso oděný muž na bílém koni, oblečený v bílém plášti, korunovaný věncem z jarních divoce rostoucích květin a držící klas žita v levé ruce. Na jeho počest Bělorusové každoročně začátkem dubna slaví svátek setí. Je zcela jasné, že Pahoňa by se nikdy nestala symbolem území státu a státním znakem Běloruska, kdyby neexistovaly tyto starověké kořeny.

## Galerie

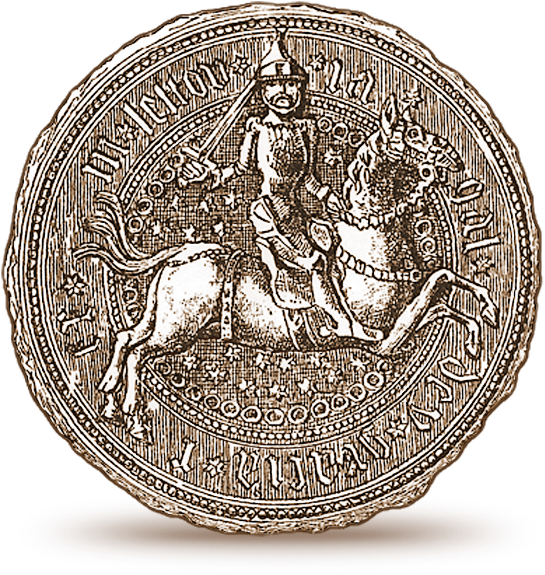
Pečeť Jagella z roku 1380
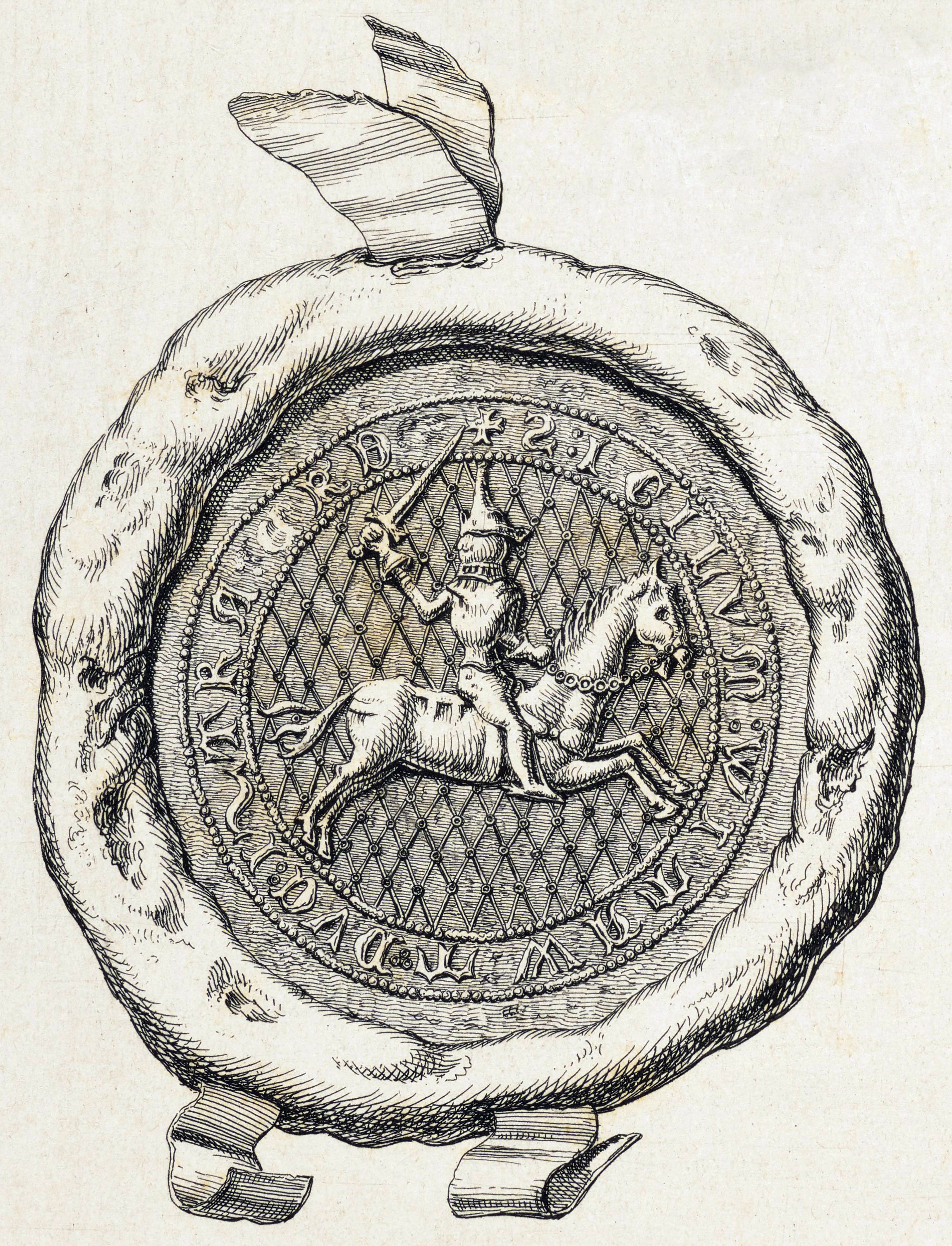
Vytautasova pečeť z roku 1385
Pečeť Lugwena z roku 1395
Pečeť s jezdcem Sigismunda I z roku 1432
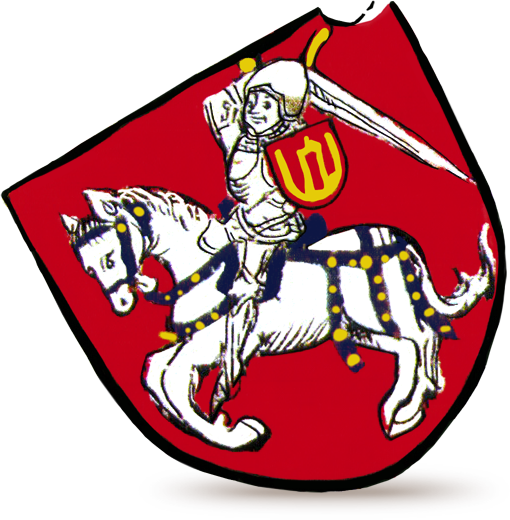
Vytis s Gediminasovými sloupy na štítu z roku 1456 (Codex Bergshammar)
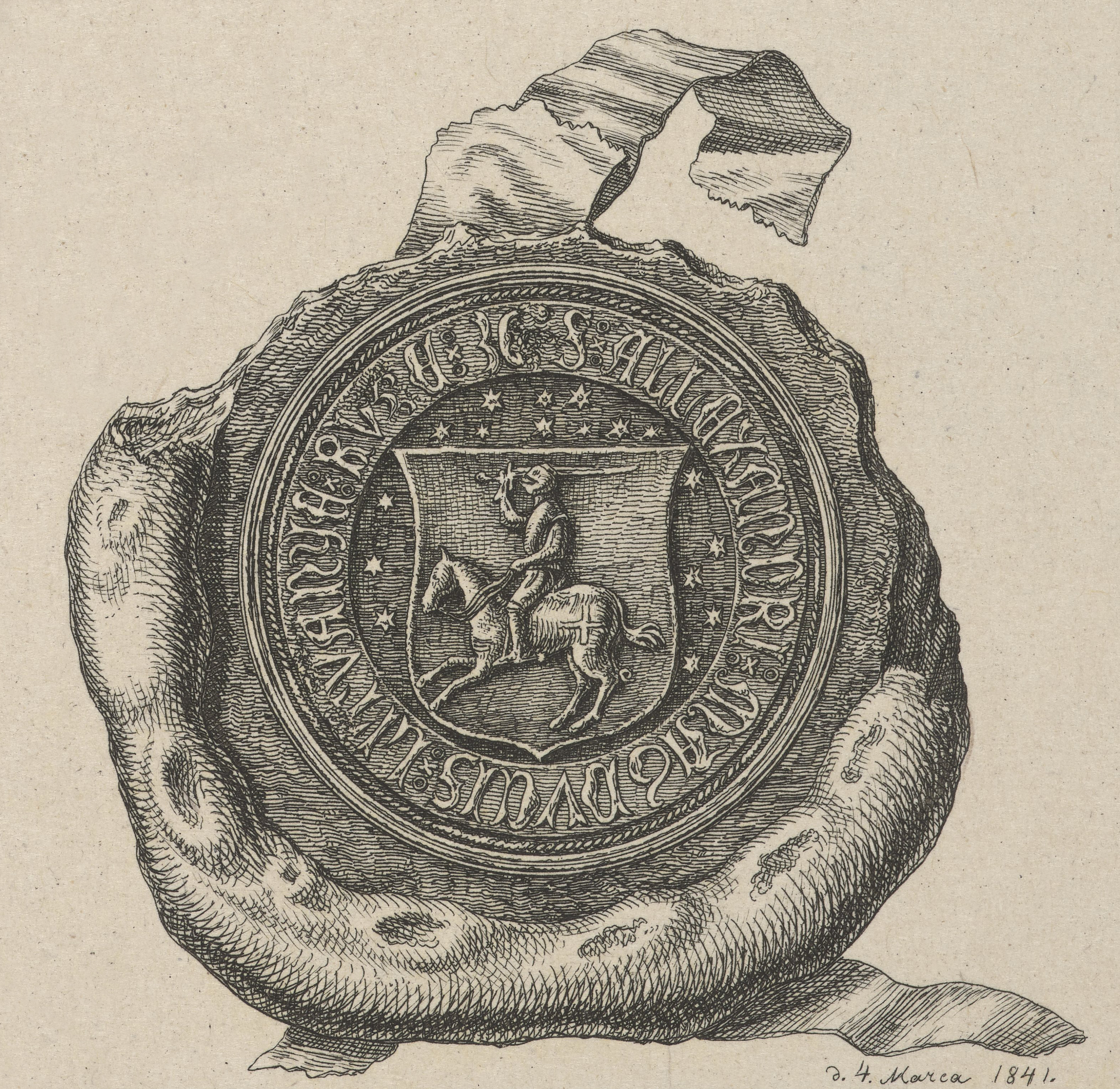
Pečeť Alexandra Jagellonského z roku 1501
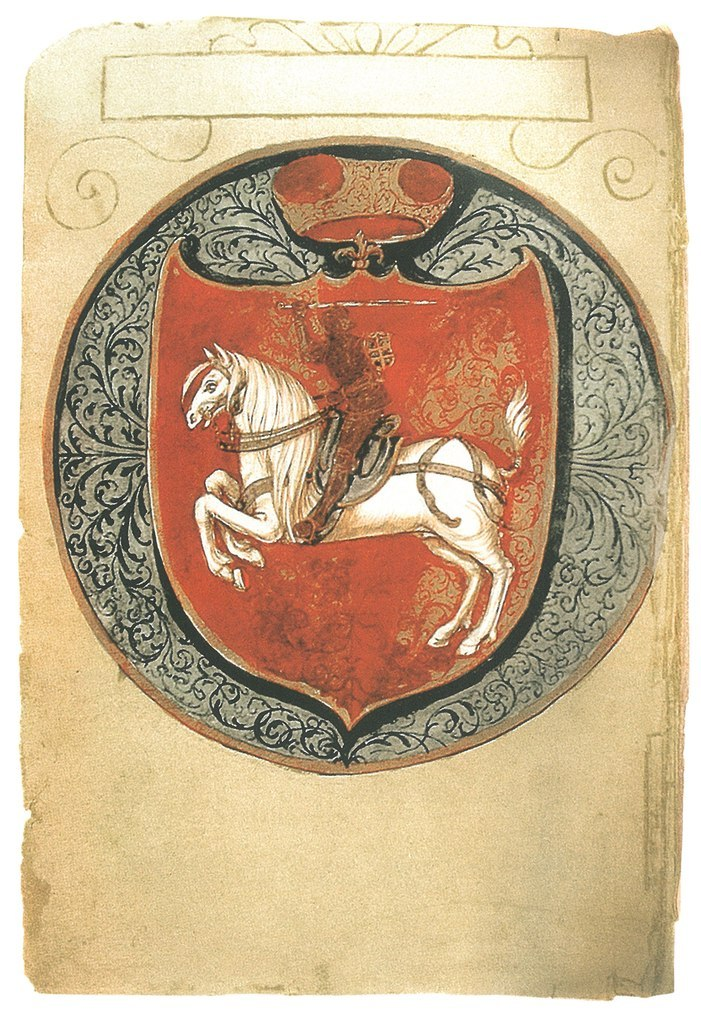
Znak na první straně Laurentia (1531)
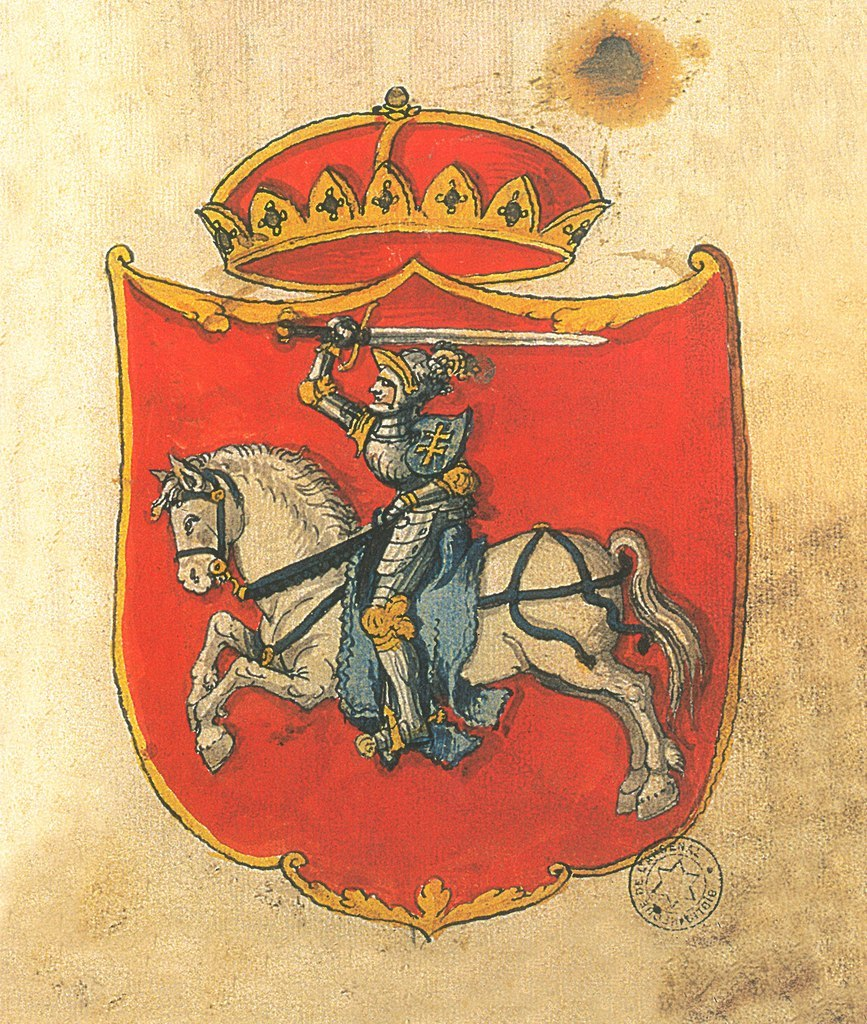
Ilustrace znaku Litvy s Vytisem ve Stemmata Polonica ze 16. století
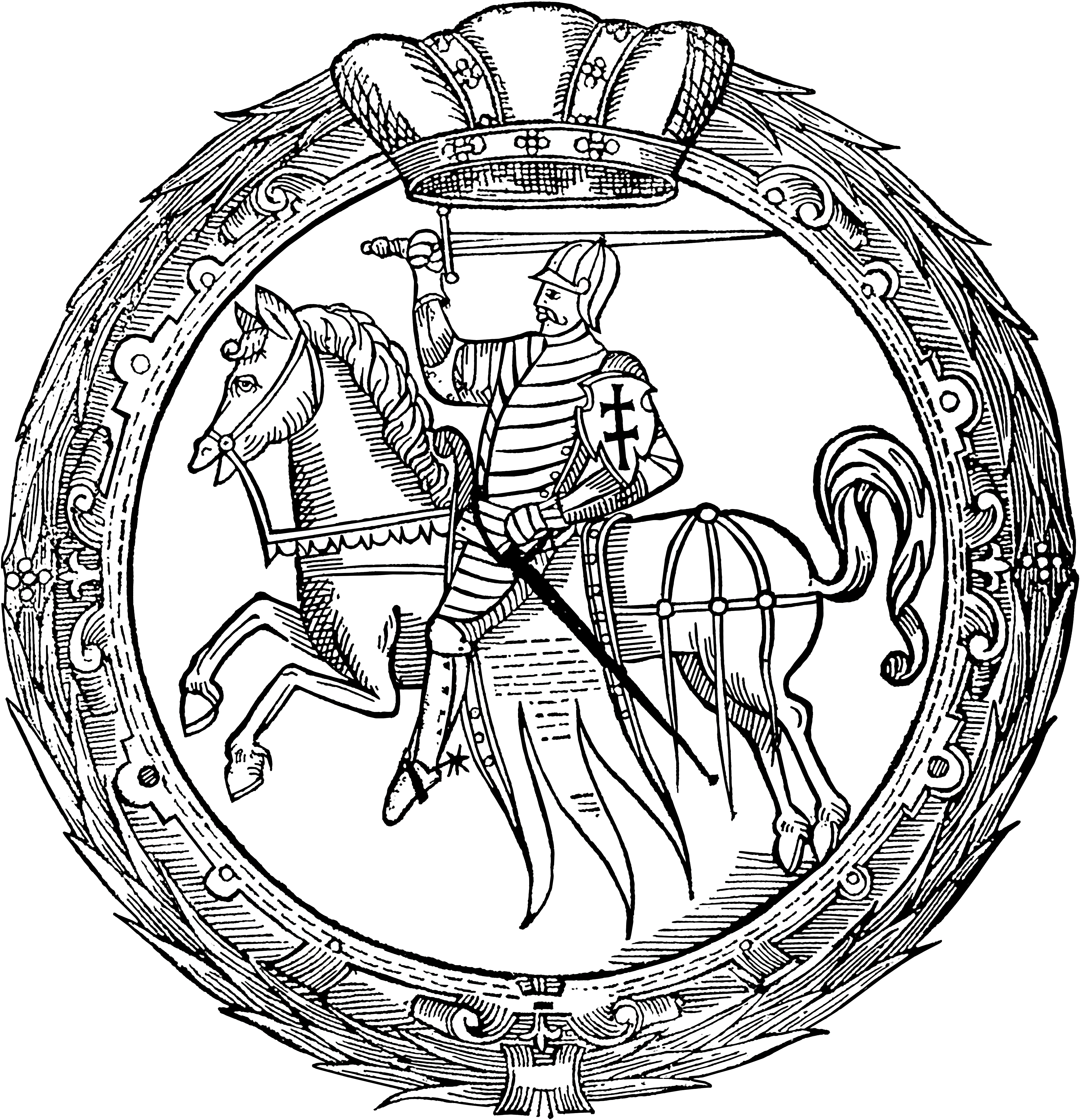
Znak Litevského velkoknížectví z roku 1588
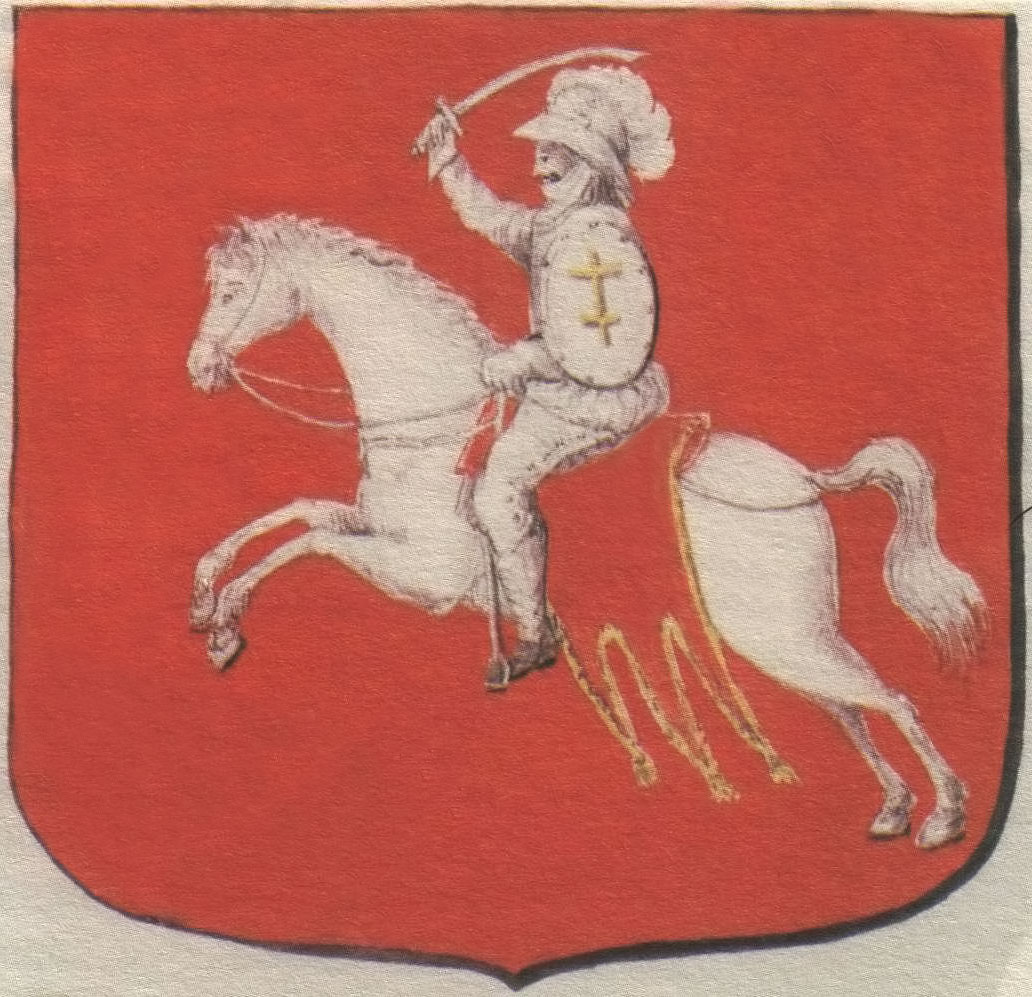
Znak z 18. století
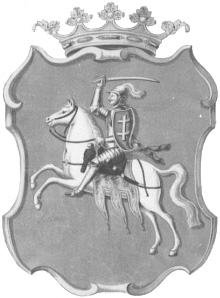
Znak Mstislavského vojvodství z roku 1720
Státní znak BLR 1918–1919
Běloruská poštovní známka z roku 1918
Pahoňa, státní znak Běloruské republiky (1991–1995)
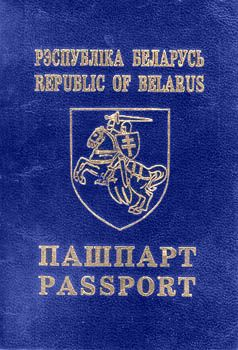
Pas Běloruska mezi lety 1991–1996
Státní znak Litvy (1940)
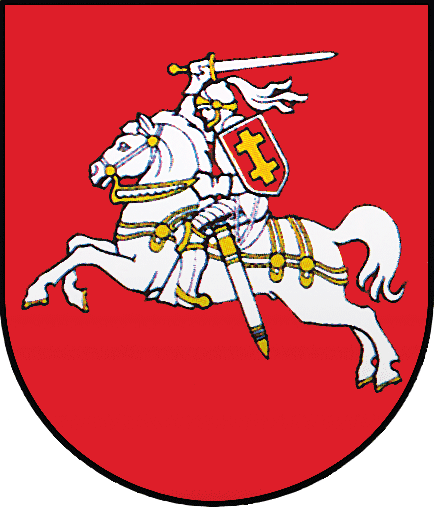
Státní znak Litvy (1990)
Vytis, státní znak Litvy (1991)
Znak polského města Siedlce